# Neurobasis chinensis
Neurobasis chinensis – gatunek ważki z rodziny świteziankowatych (Calopterygidae).